# Nepvant
Nepvant är en kommun i departementet Meuse i regionen Grand Est (tidigare regionen Lorraine) i nordöstra Frankrike. Kommunen ligger i kantonen Stenay som tillhör arrondissementet Verdun. År 2022 hade Nepvant 91 invånare.

## Befolkningsutveckling
Antalet invånare i kommunen Nepvant
| Referens: INSEE |